# 1231
Il 1231 (MCCXXXI in numeri romani) è un anno  del XIII secolo.

## Eventi
- Nascita del Tribunale dell'Inquisizione per volere di Gregorio IX;
- Nasce la prima università istituita da Federico II di Svevia e ubicata a Palermo;
- Viene ordinata in regole la Scuola medica salernitana con le Costituzioni di Melfi di Federico II;

## Nati
- 17 marzo - Shijō, imperatore giapponese († 1242)
- Giovanni di Borgogna-Borbone, conte († 1268)
- Guo Shoujing, astronomo, ingegnere e matematico cinese († 1316)
- Iolanda di Vianden, religiosa lussemburghese († 1283)
- Roger Mortimer, I barone di Wigmore, nobile e militare britannico († 1282)
- Giacomo Salomoni, presbitero italiano († 1314)
- Tommaso degli Stefani, pittore italiano († 1310)
- Giovanni de Warenne, VI conte di Surrey, nobile e militare britannico († 1304)
- Filippo di Castiglia, arcivescovo cattolico spagnolo († 1274)

## Morti
- 6 aprile - Guglielmo il Maresciallo, II conte di Pembroke, nobile britannico (n. 1190)
- 7 maggio - Beatrice II di Borgogna, nobile
- 13 giugno - Antonio di Padova, religioso e presbitero portoghese (n. 1195)
- 3 agosto - Richard le Grant, arcivescovo inglese
- 15 agosto - Jalal al-Din Mankubirni, sovrano turkmeno (n. 1199)
- 28 agosto - Eleonora di Portogallo, regina (n. 1211)
- 29 agosto - Giovanni da Perugia, francescano italiano
- 29 agosto - Pietro da Sassoferrato, francescano italiano
- 3 settembre - Guglielmo II di Dampierre, nobile
- 15 settembre - Ludovico I di Baviera, duca (n. 1173)
- 21 settembre - Riccarda di Baviera, contessa
- 3 novembre - Guglielmo d'Auxerre, teologo e filosofo francese
- 3 novembre - Ladislao III Laskonogi, nobile
- 4 novembre - Elena Enselmini, religiosa italiana (n. 1207)
- 6 novembre - Tsuchimikado, imperatore giapponese (n. 1196)
- 17 novembre - Elisabetta d'Ungheria, nobile e santa ungherese (n. 1207)
- 28 novembre - Valdemaro il Giovane, re danese (n. 1209)
- ʿAbd al-Laṭīf al-Baghdādī, medico, storico e egittologo iracheno (n. 1162)
- Aurembiaix di Urgell, contessa (n. 1196)
- Paolo Cicala, nobile e politico italiano
- Elisabetta di Brandeburgo, nobile tedesca
- Folchetto di Marsiglia, vescovo cattolico, trovatore e beato francese
- Thomas di Galloway, nobile scozzese
- Giacomo II, vescovo cattolico italiano
- Gualtiero di Palearia, vescovo cattolico e politico italiano
- Mastro Filippo, scultore e architetto italiano
- Zhao Rugua, scrittore cinese (n. 1170)
- Bertrand de Thessy, francese

## Calendario
| Calendario 1231 | Calendario 1231 | Calendario 1231 | Calendario 1231 | Calendario 1231 | Calendario 1231 | Calendario 1231 | Calendario 1231 | Calendario 1231 | Calendario 1231 | Calendario 1231 | Calendario 1231 | Calendario 1231 | Calendario 1231 | Calendario 1231 | Calendario 1231 | Calendario 1231 | Calendario 1231 | Calendario 1231 | Calendario 1231 | Calendario 1231 | Calendario 1231 | Calendario 1231 | Calendario 1231 | Calendario 1231 | Calendario 1231 | Calendario 1231 | Calendario 1231 | Calendario 1231 | Calendario 1231 | Calendario 1231 | Calendario 1231 | Calendario 1231 |
| --------------- | --------------- | --------------- | --------------- | --------------- | --------------- | --------------- | --------------- | --------------- | --------------- | --------------- | --------------- | --------------- | --------------- | --------------- | --------------- | --------------- | --------------- | --------------- | --------------- | --------------- | --------------- | --------------- | --------------- | --------------- | --------------- | --------------- | --------------- | --------------- | --------------- | --------------- | --------------- | --------------- |
|                 | 1               | 2               | 3               | 4               | 5               | 6               | 7               | 8               | 9               | 10              | 11              | 12              | 13              | 14              | 15              | 16              | 17              | 18              | 19              | 20              | 21              | 22              | 23              | 24              | 25              | 26              | 27              | 28              | 29              | 30              | 31              |                 |
| Gennaio         | Me              | Gi              | Ve              | Sa              | Do              | Lu              | Ma              | Me              | Gi              | Ve              | Sa              | Do              | Lu              | Ma              | Me              | Gi              | Ve              | Sa              | Do              | Lu              | Ma              | Me              | Gi              | Ve              | Sa              | Do              | Lu              | Ma              | Me              | Gi              | Ve              |                 |
| Febbraio        | Sa              | Do              | Lu              | Ma              | Me              | Gi              | Ve              | Sa              | Do              | Lu              | Ma              | Me              | Gi              | Ve              | Sa              | Do              | Lu              | Ma              | Me              | Gi              | Ve              | Sa              | Do              | Lu              | Ma              | Me              | Gi              | Ve              |                 |                 |                 |                 |
| Marzo           | Sa              | Do              | Lu              | Ma              | Me              | Gi              | Ve              | Sa              | Do              | Lu              | Ma              | Me              | Gi              | Ve              | Sa              | Do              | Lu              | Ma              | Me              | Gi              | Ve              | Sa              | Do              | Lu              | Ma              | Me              | Gi              | Ve              | Sa              | Do              | Lu              |                 |
| Aprile          | Ma              | Me              | Gi              | Ve              | Sa              | Do              | Lu              | Ma              | Me              | Gi              | Ve              | Sa              | Do              | Lu              | Ma              | Me              | Gi              | Ve              | Sa              | Do              | Lu              | Ma              | Me              | Gi              | Ve              | Sa              | Do              | Lu              | Ma              | Me              |                 |                 |
| Maggio          | Gi              | Ve              | Sa              | Do              | Lu              | Ma              | Me              | Gi              | Ve              | Sa              | Do              | Lu              | Ma              | Me              | Gi              | Ve              | Sa              | Do              | Lu              | Ma              | Me              | Gi              | Ve              | Sa              | Do              | Lu              | Ma              | Me              | Gi              | Ve              | Sa              |                 |
| Giugno          | Do              | Lu              | Ma              | Me              | Gi              | Ve              | Sa              | Do              | Lu              | Ma              | Me              | Gi              | Ve              | Sa              | Do              | Lu              | Ma              | Me              | Gi              | Ve              | Sa              | Do              | Lu              | Ma              | Me              | Gi              | Ve              | Sa              | Do              | Lu              |                 |                 |
| Luglio          | Ma              | Me              | Gi              | Ve              | Sa              | Do              | Lu              | Ma              | Me              | Gi              | Ve              | Sa              | Do              | Lu              | Ma              | Me              | Gi              | Ve              | Sa              | Do              | Lu              | Ma              | Me              | Gi              | Ve              | Sa              | Do              | Lu              | Ma              | Me              | Gi              |                 |
| Agosto          | Ve              | Sa              | Do              | Lu              | Ma              | Me              | Gi              | Ve              | Sa              | Do              | Lu              | Ma              | Me              | Gi              | Ve              | Sa              | Do              | Lu              | Ma              | Me              | Gi              | Ve              | Sa              | Do              | Lu              | Ma              | Me              | Gi              | Ve              | Sa              | Do              |                 |
| Settembre       | Lu              | Ma              | Me              | Gi              | Ve              | Sa              | Do              | Lu              | Ma              | Me              | Gi              | Ve              | Sa              | Do              | Lu              | Ma              | Me              | Gi              | Ve              | Sa              | Do              | Lu              | Ma              | Me              | Gi              | Ve              | Sa              | Do              | Lu              | Ma              |                 |                 |
| Ottobre         | Me              | Gi              | Ve              | Sa              | Do              | Lu              | Ma              | Me              | Gi              | Ve              | Sa              | Do              | Lu              | Ma              | Me              | Gi              | Ve              | Sa              | Do              | Lu              | Ma              | Me              | Gi              | Ve              | Sa              | Do              | Lu              | Ma              | Me              | Gi              | Ve              |                 |
| Novembre        | Sa              | Do              | Lu              | Ma              | Me              | Gi              | Ve              | Sa              | Do              | Lu              | Ma              | Me              | Gi              | Ve              | Sa              | Do              | Lu              | Ma              | Me              | Gi              | Ve              | Sa              | Do              | Lu              | Ma              | Me              | Gi              | Ve              | Sa              | Do              |                 |                 |
| Dicembre        | Lu              | Ma              | Me              | Gi              | Ve              | Sa              | Do              | Lu              | Ma              | Me              | Gi              | Ve              | Sa              | Do              | Lu              | Ma              | Me              | Gi              | Ve              | Sa              | Do              | Lu              | Ma              | Me              | Gi              | Ve              | Sa              | Do              | Lu              | Ma              | Me              |                 |